# Vân tay
Vân tay theo nghĩa hẹp của nó là một ấn tượng để lại bởi các đường vân ma sát của ngón tay người.  Việc thu hồi dấu vân tay từ hiện trường vụ án là một phương pháp quan trọng của khoa học pháp y.  Dấu vân tay dễ dàng lắng đọng trên các bề mặt phù hợp (như thủy tinh hoặc kim loại hoặc đá đánh bóng) bởi các chất tiết mồ hôi tự nhiên từ các tuyến eccrine có trong các đường vân biểu bì.  Đôi khi chúng được gọi là "Ấn tượng cơ hội".
Trong một cách sử dụng rộng rãi hơn của thuật ngữ này, dấu vân tay là dấu vết của một ấn tượng từ các đường vân ma sát của bất kỳ phần nào của bàn tay con người hoặc linh trưởng khác.  Một bản in từ lòng bàn chân cũng có thể để lại ấn tượng về các đường vân ma sát.
Ấn tượng có chủ ý của dấu vân tay có thể được hình thành bằng mực hoặc các chất khác được chuyển từ các đỉnh của ma sát trên da sang một bề mặt tương đối nhẵn như thẻ vân tay.  Bản ghi dấu vân tay thường chứa các lần hiển thị từ miếng đệm trên khớp ngón tay và ngón cái cuối cùng, mặc dù thẻ vân tay cũng thường ghi lại các phần của vùng khớp dưới của ngón tay.
Dấu vân tay của con người rất chi tiết, gần như độc đáo, khó thay đổi và bền bỉ trong suốt cuộc đời của một cá nhân, khiến chúng phù hợp như những dấu ấn lâu dài của bản sắc con người.  Dấu vân tay có thể được cảnh sát hoặc các cơ quan chức năng khác dùng để xác định các cá nhân muốn che giấu danh tính của họ, hoặc để xác định những người mất năng lực hoặc đã chết và do đó không thể nhận dạng chính họ, như sau hậu quả của thiên tai.  Phân tích dấu vân tay, được sử dụng từ đầu thế kỷ 20, đã dẫn đến nhiều tội ác được giải quyết.  Điều này có nghĩa là nhiều tội phạm coi găng tay là bắt buộc phải dùng.  Năm 2015, việc xác định giới tính bằng cách kiểm tra nội dung sinh hóa dấu vân tay (chứ không phải mô hình trực quan) đã được báo cáo.

## Sinh học
Một vân ma sát là một phần huy động của các lớp biểu bì trên các ngón (các ngón tay và ngón chân), lòng bàn tay hoặc duy nhất của bàn chân, bao gồm một hoặc nhiều đơn vị kết nối vân ma sát của da.  Đôi khi chúng được gọi là "các đường biểu bì" được gây ra bởi giao diện cơ bản giữa các u nhú của lớp hạ bì và các khe liên sườn của lớp biểu bì.  Những đường vân biểu bì này dùng để khuếch đại các rung động được kích hoạt, ví dụ, khi đầu ngón tay lướt qua một bề mặt không bằng phẳng, truyền tín hiệu tốt hơn đến các dây thần kinh cảm giác liên quan đến nhận thức kết cấu mịn.  Những đường vân này cũng có thể hỗ trợ trong việc kẹp các bề mặt gồ ghề và có thể cải thiện sự tiếp xúc bề mặt trong điều kiện ẩm ướt.

## Những loại vân tay
Trước khi tin học hóa, các hệ thống lưu trữ thủ công đã được sử dụng trong các kho lưu trữ dấu vân tay lớn.  Các hệ thống phân loại thủ công được dựa trên các mẫu vân chung của một số hoặc tất cả các ngón tay (chẳng hạn như sự hiện diện hoặc vắng mặt của các mẫu vân hình tròn).  Điều này cho phép nộp và lấy các bản ghi giấy trong các bộ sưu tập lớn chỉ dựa trên các mẫu sườn vân.  Các hệ thống phổ biến nhất đã sử dụng lớp mẫu của mỗi ngón tay để tạo thành một khóa (một số) để hỗ trợ tra cứu trong hệ thống lưu trữ.  Các hệ thống phân loại bao gồm hệ thống Roscher, hệ thống Juan Vucetich và Hệ thống phân loại Henry.  Hệ thống Roscher được phát triển ở Đức và được triển khai ở cả Đức và Nhật Bản, hệ thống Vucetich (được phát triển bởi một sĩ quan cảnh sát người Croatia gốc Croatia) được phát triển ở Argentina và được triển khai trên khắp Nam Mỹ, và hệ thống Henry được phát triển ở Ấn Độ ở hầu hết các nước nói tiếng Anh.
Trong hệ thống phân loại của Henry, có ba mẫu vân tay cơ bản: vòng lặp, vòng tròn (whorls) và hình vòm, mà chứa 60-65%, 30-35% và 5% của tất cả các dấu vân tay tương ứng. Ngoài ra còn có các hệ thống phân loại phức tạp hơn, chia chi tiết các mẫu hơn nữa, thành các vòm đơn giản hoặc vòm nghiêng, và thành các vòng có thể là hướng tâm hoặc vòng ulnar, tùy thuộc vào phía bên tay mà đuôi vân chỉ vào.  Các vòng llnar bắt đầu ở phía bên ngón tay út, bên gần với ulna, xương cánh tay dưới.  Các vòng xuyên tâm bắt đầu ở phía ngón tay cái của ngón tay, phía gần với xương quay.  Whorls cũng có thể có các phân loại nhóm phụ bao gồm whorls đơn giản, whorls tình cờ, whorls vòng lặp đôi, mắt con công, composite và whorls vòng trung tâm.
Các mẫu vân tay phổ biến khác bao gồm vòm nghiêng, vòm trơn và vòng bỏ túi trung tâm.
Hệ thống được sử dụng bởi hầu hết các chuyên gia, mặc dù phức tạp, tương tự như Hệ thống phân loại Henry.  Nó bao gồm năm phân số, trong đó R là bên phải, L cho bên trái, i cho ngón trỏ, m cho ngón giữa, t cho ngón tay cái, r cho ngón đeo nhẫn và p (hồng hào) cho ngón út.  Các phân số như sau: Ri / Rt + Rr / Rm + Lt / Rp + Lm / Li + Lp / Lr. Các số được gán cho mỗi bản in được dựa trên việc chúng có hay không.  Một sự thay đổi trong phân số đầu tiên được cho là 16, thứ hai là 8, thứ ba là 4, thứ tư là 2 và 0 cho phân số cuối cùng.  Vòng cung và vòng lặp được gán giá trị 0.  Cuối cùng, các số trong tử số và mẫu số được thêm vào, sử dụng lược đồ:
(Ri + Rr + Lt + Lm + Lp) / (Rt + Rm + Rp + Li + Lr)
và 1 được thêm vào cả trên và dưới, để loại trừ mọi khả năng chia cho 0.  Ví dụ: nếu ngón đeo nhẫn bên phải và ngón trỏ bên trái có các vòng tròn, các phân số sẽ trông như thế này:

Sử dụng hệ thống này giúp giảm số lượng bản in mà bản in đang đề cập cần được so sánh với.  Ví dụ: bộ bản in ở trên chỉ cần so sánh với bộ dấu vân tay khác có giá trị là 3.
- Arch
- Loop
(Right Loop)
- Whorl
- Arch
(Tented Arch)

## Nhận dạng vân tay

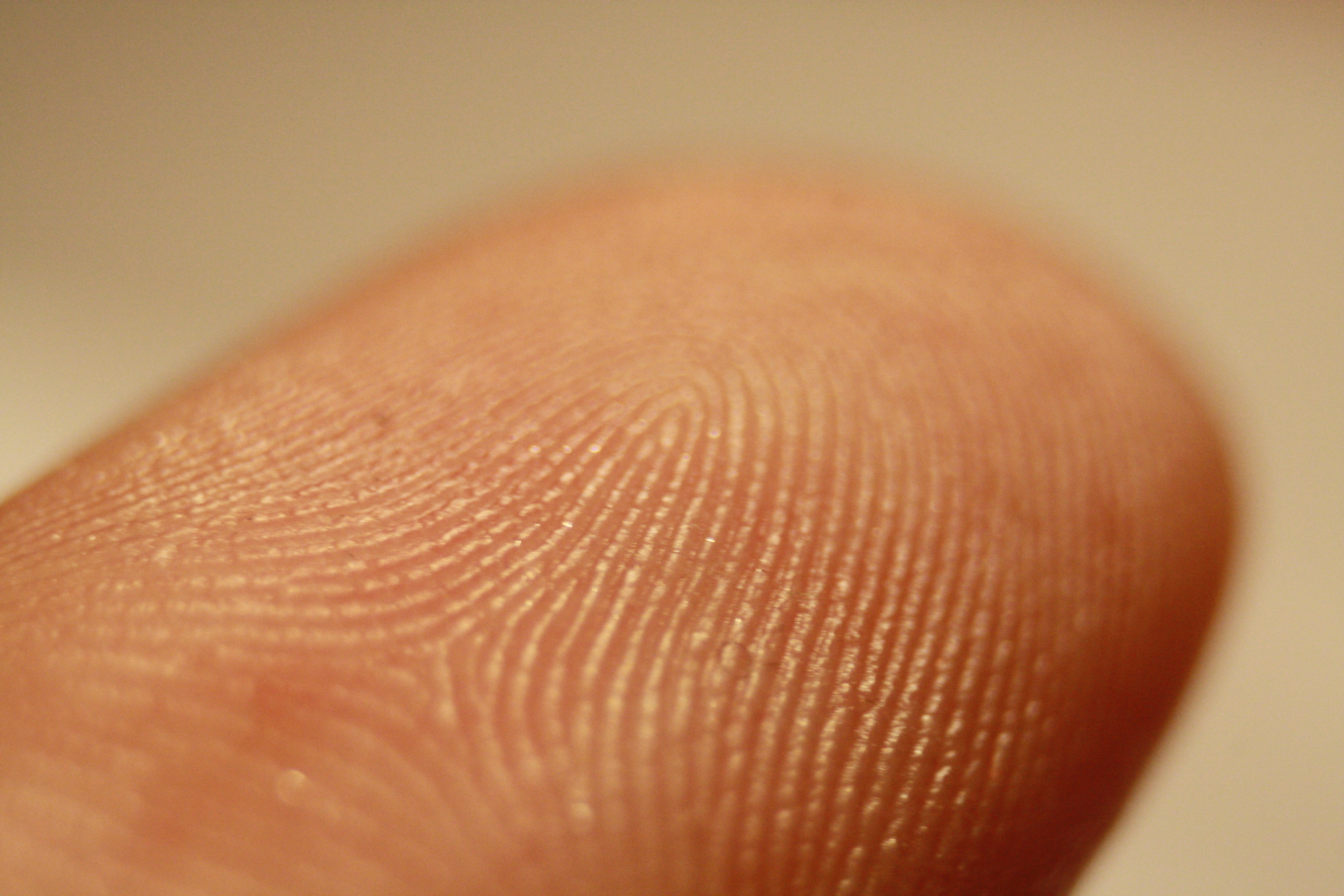
Các vân ma sát trên một ngón tay

Nhận dạng dấu vân tay, được gọi là dactyloscopy,  là quá trình so sánh hai mẫu vân ma sát, từ ngón tay hoặc ngón chân của con người, hoặc thậm chí là lòng bàn tay hoặc lòng bàn chân, để xác định xem những dấu vân này có thể đến từ cùng một cá nhân hay không.  Tính linh hoạt của vân ma sát có nghĩa là không có hai ngón tay hoặc dấu bàn tay giống hệt nhau trong từng chi tiết; thậm chí hai lần hiển thị được ghi lại ngay lập tức từ cùng một bàn tay có thể hơi khác nhau. Nhận dạng vân tay, còn được gọi là cá nhân hóa, liên quan đến một chuyên gia hoặc một hệ thống máy tính hệ chuyên gia hoạt động theo quy tắc tính điểm ngưỡng, xác định xem hai lần hiển thị vân ma sát có khả năng bắt nguồn từ cùng một ngón tay hoặc lòng bàn tay (hoặc ngón chân hoặc lòng bàn chân) hay không. 

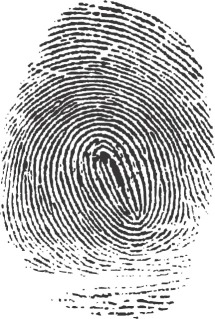
Hình ảnh của dấu vân tay được tạo bởi cấu trúc vân ma sát

Một bản ghi có chủ ý các đường vân ma sát thường được thực hiện bằng mực của máy in đen lăn trên nền trắng tương phản, điển hình là thẻ trắng.  Các đường vân ma sát cũng có thể được ghi lại bằng kỹ thuật số, thường là trên một tấm kính, sử dụng một kỹ thuật gọi là Live Scan.  "Bản in tiềm ẩn" là bản ghi cơ hội của các đường vân ma sát đọng lại trên bề mặt của một vật hoặc một bức tường.  Các bản in tiềm ẩn là vô hình với mắt thường, trong khi "bản in bằng sáng chế" hoặc "bản in bằng nhựa" có thể nhìn thấy bằng mắt không được trả tiền.  Các bản in tiềm ẩn thường rời rạc và yêu cầu sử dụng các phương pháp hóa học, bột hoặc các nguồn sáng thay thế để được làm rõ.  Đôi khi một đèn pin sáng thông thường sẽ làm cho một vân tay tiềm ẩn có thể nhìn thấy.
Khi các đường vân ma sát tiếp xúc với bề mặt sẽ in vân tay, vật liệu nằm trên các đường vân ma sát như mồ hôi, dầu, mỡ, mực hoặc máu, sẽ được chuyển lên bề mặt.  Các yếu tố ảnh hưởng đến chất lượng của đường vân ma sát là rất nhiều.  Độ mềm dẻo của da, áp suất lắng đọng, độ trượt, vật liệu tạo ra bề mặt, độ nhám của bề mặt và chất lắng đọng chỉ là một số yếu tố khác nhau có thể khiến bản in vân tay tiềm ẩn xuất hiện khác với bất kỳ bản ghi nào các đường vân ma sát giống nhau.  Thật vậy, các điều kiện xung quanh mọi trường hợp lắng đọng ma sát là duy nhất và không bao giờ trùng lặp.  Vì những lý do này, người kiểm tra dấu vân tay được yêu cầu phải trải qua đào tạo mở rộng.  Các nghiên cứu khoa học về dấu vân tay được gọi là sinh trắc vân tay.